# Pamlico Sound
Pamlico Sound är en stor lagun på USA:s Atlantkust i North Carolina.